# Фратура (Л'Аквила)
Фратура (итал. Frattura) је насеље у Италији у округу Л'Аквила, региону Абруцо.
Према процени из 2011. у насељу је живело 63 становника. Насеље се налази на надморској висини од 1281 м.